# NGC 1201
NGC 1201 ist eine elliptische Galaxie vom Hubble-Typ E/S0 im Sternbild Fornax am Südsternhimmel. Sie ist schätzungsweise 72 Millionen Lichtjahre von der Milchstraße entfernt und hat einen Durchmesser von etwa 80.000 Lichtjahren.
Die Typ-Ia-Supernova SN 2003hv wurde hier beobachtet.

## NGC 1255-Gruppe (LGG 86)
| Galaxie   | Alternativname | Entfernung/Mio. Lj |
| --------- | -------------- | ------------------ |
| NGC 1255  | PGC 12007      | 71                 |
| NGC 1201  | PGC 11559      | 72                 |
| NGC 1302  | PGC 12431      | 72                 |
| PGC 12011 | ESO 481-014    | 74                 |
| PGC 12309 | ESO 481-018    | 76                 |

Das Objekt wurde am 26. Oktober 1785 von dem Astronomen William Herschel entdeckt.